# اوون آستراخان
اوون آستراخان (به انگلیسی: Owen Astrachan) دانشمند رایانه آمریکایی و استاد علوم رایانه در دانشگاه دوک است، او مدیر بخش مطالعات مقطع کارشناسی است. او به دلیل کارش در توسعه برنامه درسی و روش‌های تدریس علوم رایانه شناخته شده است. او یکی از اولین اعضای برجسته آموزش بنیاد ملی علوم (CISE) بود و جایزه مربی برجسته انجمن ماشین‌های حسابگر را دریافت کرد. او محقق اصلی پروژه چند ساله ان‌سی‌اف/ کالج برد بود که منجر به انتشار دوره و امتحان اصول علوم رایانه AP شد.

## اوایل زندگی
آستراخان در سال ۱۹۵۶ در شهر نیویورک متولد شد. او یک برادر کوچکتر به نام جاشوا آستراخان دارد.

## تحصیلات و حرفه
آستراخان در سال ۱۹۷۸ با مدرک کارشناسی در ریاضیات از کالج دارتموث فارغ التحصیل شد. او در سال ۱۹۷۹ مدرک کارشناسی ارشد هنر در تدریس را از دانشگاه دوک دریافت کرد و تدریس اولیه خود را در دبیرستان شهر کمپ لژون کارولینای شمالی انجام داد.
از سال ۱۹۸۰ تا ۱۹۸۵ در موسسهٔ دورهام در دورهام، کارولینای شمالی به تدریس ریاضیات و علوم رایانه پرداخت. در تابستان ۱۹۸۳ او در یک برنامه تابستانی برای معلمان دبیرستان در دانشگاه کارنگی ملون شرکت کرد و در حال آماده شدن برای تدریس دوره جدید هیئت AP علوم رایانه در کالج برد بود. او در این شرایط برای راه‌اندازی امتحان جدید بر اساس اصول علوم رایانه AP به تیم توسعه پیوست.
در سال ۱۹۸۵ آستراخان تحصیلات تکمیلی خود را در رشته علوم رایانه در دوک آغاز کرد. او پایان‌نامه‌اش را با دونالد دبلیو. لاولند در اثبات قضیه خودکار نوشت. او مسئولیت تدریس توسعه برنامه‌های درسی برای اولین دوره علوم رایانه برای گرایش‌ها و دوره مقدماتی علوم رایانه برای رشته‌های دیگر بود. او تابستان سال ۱۹۹۱ را به عنوان دستیار پژوهشی در اس‌آرآی اینترنشنال در منلو پارک، کالیفرنیا گذراند و روی اثبات قضیه خودکار با مارک ای استیکل کار کرد. او مدرک ام‌اس خود را در سال ۱۹۸۹ و دکترای خود را در سال ۱۹۹۲ از دوک دریافت کرد.
زمانی که دانشجو بود در سال ۱۹۸۹ به عنوان رئیس آزمون علوم رایانه AP با خدمات تست آموزشی انتخاب شد و تا سال ۱۹۹۴ در این سمت بود. به مدت چهار سال، از سال ۱۹۹۰ تا ۱۹۹۳، او و سایر دانشجویان تحصیلات تکمیلی اولین مسابقه برنامه‌نویسی مبتنی بر اینترنت را برگزار کردند. این مسابقه از مسابقه برنامه‌نویسی بین‌المللی دانشگاهی ACM الهام گرفته شد، اما برای طیف وسیع‌تری از دانش‌آموزان آزاد بود و نیازی به سفر نداشت و فقط با دسترسی به ایمیل می‌توانستند در این مسابقه شرکت کنند.

## آموزش علوم رایانه و تدوین برنامه درسی
در سال ۱۹۹۳ آستراخان به عنوان استادیار در رشته علوم رایانه به دانشکده دوک در بخش علوم رایانه پیوست. در آن پاییز او مدیر مطالعات کارشناسی شد. او دوره مقدماتی علوم رایانه را به استفاده از C++ به عنوان زبان برنامه‌نویسی تغییر داد و شروع به نوشتن یک کتاب درسی مقدماتی کرد. اولین نسخه دوره تدریس مقدماتی علوم رایانه: کاوش در برنامه‌نویسی و علوم رایانه با C++ در سال ۱۹۹۷ منتشر شد و به طور گسترده مورد استفاده قرار گرفت. چاپ دوم در سال ۲۰۰۰ منتشر شد.
آستراخان کار خود را با کمیته توسعه علوم رایانه AP ادامه داد. او بخشی از تیم توسعه  ای‌پی علوم رایانه ای‌بی بود. 

## زندگی شخصی
آستراخان با لورا هاینمن ازدواج کرده و دو فرزند دارد.

## جوایز
- جایزه تدریس ریچارد کی لوبلین در دانشگاه دوک (۲۰۰۲)[۱۰]
- عضو برجسته آموزش NSF CISE[۱۱]
- عضو محترم انجمن ماشین‌های حسابگر[۸]
- جایزه مربی برجسته کارل وی. کارلستروم انجمن ماشین‌های حسابگر[۸]